# Dzietrzychowice
Dzietrzychowice (Duits: Dittersbach) is een plaats in het Poolse district  Żagański, woiwodschap Lubusz. De plaats maakt deel uit van de gemeente Żagań en telt 800 inwoners.